# オムラム・サルマン
オムラム・サルマン（アラビア語: جعفر عمران سلمان、英語: Jaffar Omran Salman、1966年7月1日 - ）は、イラクの元サッカー選手。ポジションはフォワード。
1994 FIFAワールドカップ・アジア最終予選の最終戦（日本戦）において、後半ロスタイムに同点ゴールを決め、日本のワールドカップ初出場を阻んだ（いわゆるドーハの悲劇）選手として知られる。

## 経歴
1985年にアル・ナフトSCに入団し、1988年にアモ・ババが監督を務めるイラク代表に初招集され、同年6月に韓国で行われた大統領杯に出場。1989年に行われた1990 FIFAワールドカップ・アジア予選の代表メンバーに選出されたが、1次予選でカタール代表に1敗1分けと競り負けて敗退した。1990年、アンワル・ジャシムに監督が交代したが引き続き招集を受け、同年2月から3月にクウェートで行われたガルフカップの代表メンバーに選出された。
1990年、イラク・プレミアリーグのアル・ラシード戦では国際的キーパーのアフマド・ジャシムを相手に2得点を決める活躍を見せ得点王争いに絡むなど、クラブの上位進出の原動力となった。一方、同年8月に湾岸戦争が勃発するとイラクは湾岸諸国からの反発に遭い、サッカー界は様々な国際大会から締め出された。オムラム自身も国際的な活躍の場を失い、1992年にアル・クウワ・アル・ジャウウィーヤへ移籍した。
1993年に行われた1994 FIFAワールドカップ・アジア最終予選では大会途中に監督のアドナン・ディルジャルが解任されアモ・ババに交代するアクシデントが発生したものの、代表チームのスーパーサブを務めると初戦の北朝鮮代表戦、第2戦の韓国代表戦、最終戦の日本代表戦の3試合に出場。日本戦でイラクは本大会出場が絶望的な状況になっていたが、オムラムは46分にモハメド・ジャベールとの交代で途中出場すると、1-2で迎えた後半ロスタイムにフセイン・カディムのセンタリングからヘディングシュートを決め2-2の同点とし引き分けた。この結果、日本はワールドカップ初出場を逃したが、一部の人々にとってはトラウマとはならなかったのか、彼やイブラヒム・サリム・サードを日本へ招待した。
クラブレベルではアユーブ・オディショ監督の下で1996-97シーズンにはイラク・プレミアリーグ、イラクFAカップ、イラクエリートカップ、イラクスーパーカップの四冠獲得に貢献するなど好調なプレーを維持したが、1993年のワールドカップ最終予選以降、イラク代表に招集されることはなかった。1998年にヨルダンのアル・ジャジーラに移籍した後、古巣のアル・ナフトに移籍し現役を引退、その後はアル・クウワ・アル・ジャウウィーヤの下部組織の指導者を務めた。
本人は記憶に残る得点と試合として、国内トーナメントのアル・ナフトSC対アル・ショルタ戦での2得点（試合はアル・ナフトSCが6-0で勝利）、1990年のアル・ナフトSC対アル・ラシード戦での2得点、1993年のイラク代表対日本代表戦での得点の3つを挙げている。

## タイトル

### 選手
アル・クウワ・アル・ジャウウィーヤ
- イラク・プレミアリーグ：1996-97
- イラクFAカップ：1996-97
- イラクエリートカップ（英語版）：1994, 1996, 1998
- イラクスーパーカップ（英語版）：1997